# Шоймерешть
Шоймерешть, Шоймерешті (рум. Șoimărești) — село у повіті Нямц в Румунії. Входить до складу комуни Дрегенешть.
Село розташоване на відстані 320 км на північ від Бухареста, 42 км на північ від П'ятра-Нямца, 88 км на захід від Ясс.

## Населення
За даними перепису населення 2002 року у селі проживали 390 осіб, усі — румуни. Усі жителі села рідною мовою назвали румунську.